# Antonio Aguilar hijo
José Jesús Antonio Aguilar Jiménez (Villanueva, Zacatecas, 9 de octubre de 1960), conocido artísticamente como Antonio Aguilar Jr. o Antonio Aguilar hijo, es un cantante y actor mexicano, el mayor de los dos hijos de los fallecidos cantantes y actores Antonio Aguilar y Flor Silvestre.
Hizo su debut como actor en la película La yegua colorada en 1972. Su primer álbum de estudio, Toda mi vida (1994), fue producido y dirigido por su hermano, Pepe Aguilar, para el sello EMI Capitol. «Por ti no voy a llorar», uno de los temas del álbum, se convirtió en su primer éxito y alcanzó el puesto número 20 en la lista Hot Latin Tracks de Billboard en julio de 1994.
Su hija Majo Aguilar es cantante y compositora.

## Discografía
- Toda mi vida (1994)
- Amor entre sombras (1995)
- La amargura del amor (1998)
- Caballo viejo (2004)
- Caballo viejo (2016)